# Николайшвили, Эдуард Минасович
Эдуа́рд Минасович Николайшвили (1909 — неизвестно) — советский футболист, защитник.
В 1934—1938 годах играл за «Динамо» Тбилиси. В первенстве СССР провёл 29 игр, в Кубке СССР — 12 игр. В чемпионате СССР в 1936 (осень) — 1938 годах сыграл 23 матча.
Финалист Кубка СССР 1936.